# Árpád Feszty

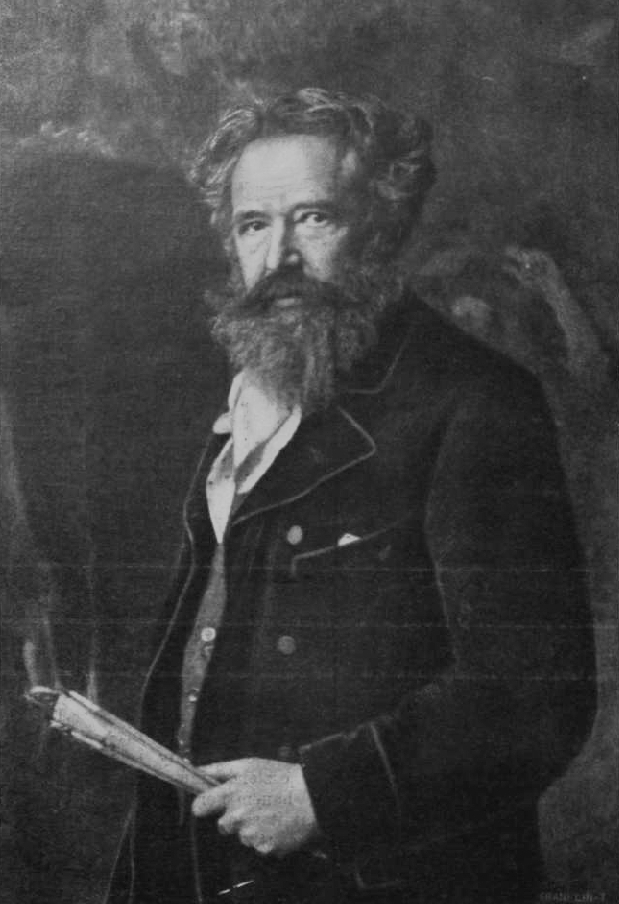
Árpád Feszty (1914)

Árpád Feszty, seit 1887 Feszty von Martos (seltener auch Árpád von Feszty, geboren 24. Dezember 1856 als Árpád Szilveszter Rehrenbeck in Ógyalla, Kaisertum Österreich; gestorben 1. Juni 1914 in Lovran, Österreich-Ungarn) war ein ungarischer Maler und Schriftsteller des Realismus.

## Leben

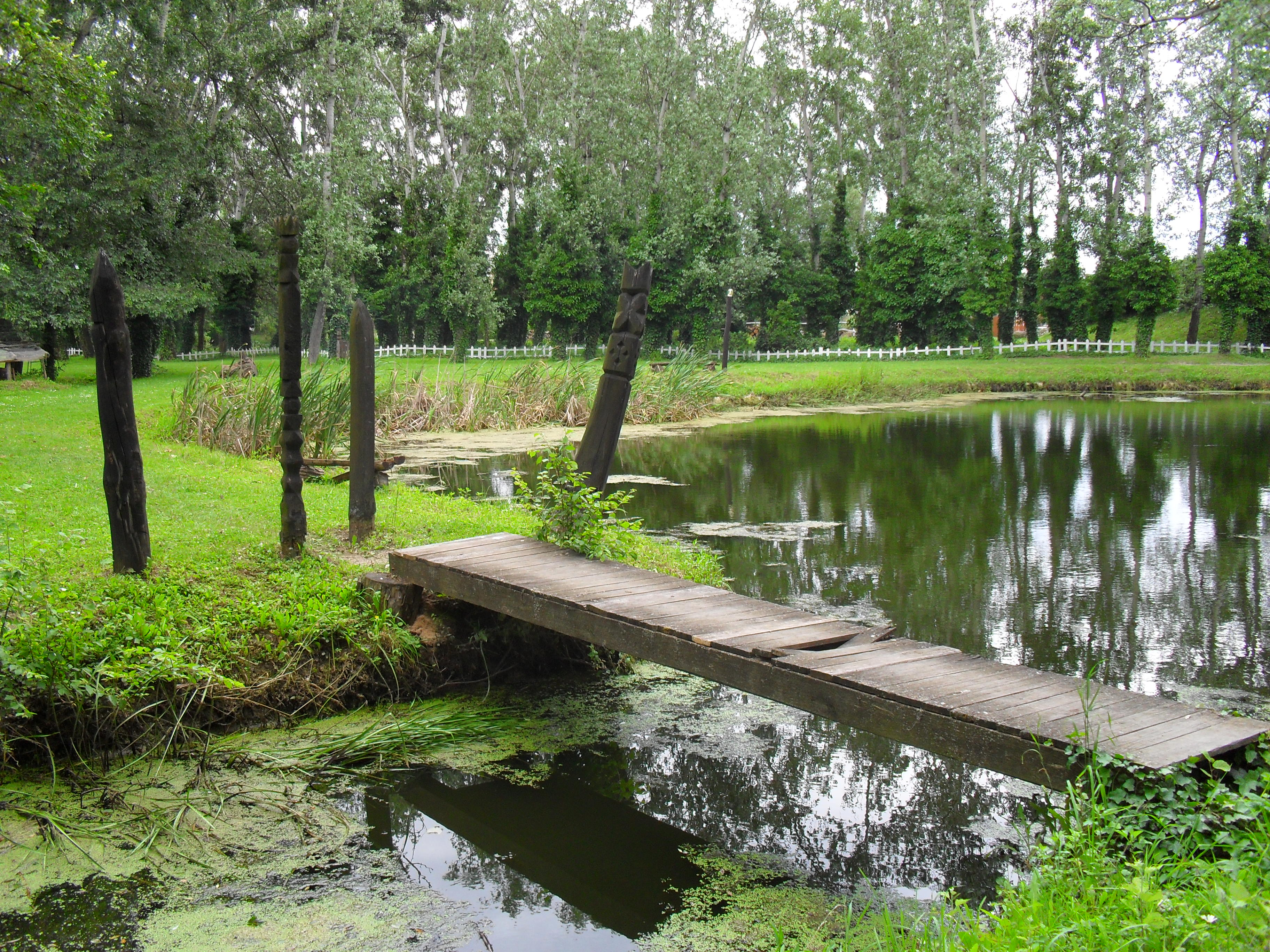
Ein Teil des Anwesens der Familie Feszty in Martos (2010), heute Árpád Feszty-Kulturpark

Feszty wurde am Heiligabend des Jahres 1856 in der damals oberungarischen Kleinstadt Ógyalla (slowak.: Hurbanovo) im Komitat Neutra geboren. Sein Geburtsname war Árpád Szilveszter Rehrenbeck: sein Vater, der wohlhabende Gutsbesitzer Silvester Rehrenbeck (1819–1910), war deutscher Abstammung, nahm jedoch ab den 1850er Jahren für sich, seine Frau Jozefa (geb. Linzmayer) und seine Kinder magyarisierte Namen an. 1887 wurden sie von König Franz Joseph I. mit dem Namenszusatz von Martos geadelt. Árpád hatte insgesamt 14 Geschwister, jedoch erreichten nur acht das Erwachsenenalter. Zu seinen Brüdern gehörten die Architekten Adolf Feszty (1846–1900) und Gyula Feszty (1854–1912).
Er war von einem scharfen Sinn und einer „wandernden Phantasie“ beseelt und geriet immer wieder in Konflikt mit seinem Vater. Er erhielt anfangs zuhause Privatunterricht, besuchte dann Schulen in Komorn und Ofen, und machte mit 18 Jahren Abitur an einem Gymnasium in Pressburg.

### Studium

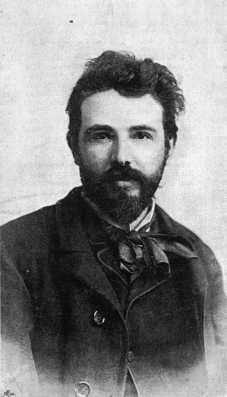
Árpád Feszty (ca. 1880)

1874 begann er ein Studium der Malerei an der Kunstakademie in München, u. a. bei Karl Kubinsky. Er besuchte die Akademie nur unregelmäßig, schuf aber eine Reihe erster Landschaftsbilder und erhielt Ausstellungen beim Kunstverein München. Bei einem Besuch zwei seiner Schwestern in Budapest stellte er 1877 einige seiner Bilder aus und lernte über Pál Gyulai den Bischof und Kunstliebhaber Arnold Ipolyi kennen, über den er Stipendien für eine Studienreise nach Venedig (1877) und ein Studium an der Akademie der bildenden Künste in Wien (1879 bis 1881) erhielt. Einer der für ihn prägendsten Lehrer in Wien war der Maler Eduard von Lichtenfels, und er malte nun neben Landschaftsbildern auch vermehrt religiöse Bilder.

### Heimkehr und Heirat
Bei seiner Heimkehr nach Ungarn stellte er seine Arbeiten erneut aus und machte sich durch seine Bilder Golgotha und Grubenunglück einen Namen. Nach einer weiteren Reise nach Italien (1884) ließ er sich in Budapest nieder. 1885 erhielt er den Auftrag, Landschaftsgemälde an der Decke des Zuschauerraums der Ungarischen Staatsoper anzufertigen. Es folgten weitere Aufträge für andere öffentliche Gebäude, u. a. ein Altarbild von Josef von Nazaret in der St.-Stephans-Basilika.
Bereits Ende der 1870er Jahre lernt Feszty die Malerin Róza Jókai (1861–1936), Enkelin der Schauspielerin Róza Laborfalvi und Mündel des Dichters Mór Jókai, kennen, die er im August 1888 in Fiume heiratete. Ihre gemeinsame Tochter Masa Feszty (1895–1979) wurde auch Malerin. Zu Árpáds engsten Freunden zählten u. a. der Dichter Zsigmond von Justh und der Maler László Mednyánszky.

### Literarischer Salon, das Rundgemälde

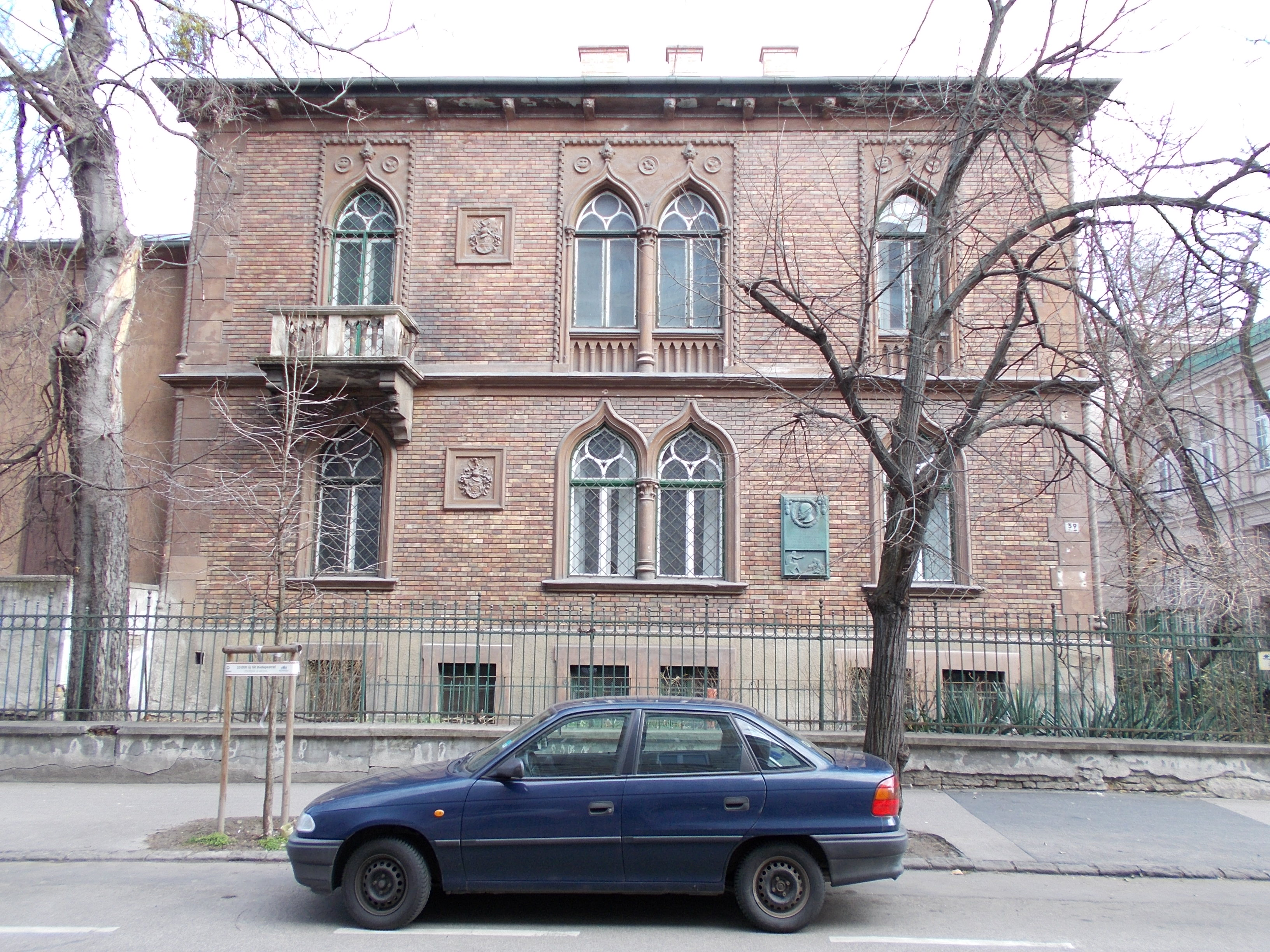
Die Villa Feszty in der Bajza-Straße des VI. Budapester Bezirks (2020)

1890 erwarb Árpád Feszty ein Grundstück nahe dem Epreskert und ließ sich bis Juli 1890 eine Villa im Stil der venezianischen Neugotik erbauen. Rózas Stiefvater Mór war zu dieser Zeit Witwer und entschied sich, bei dem jungen Paar einzuziehen. Er bewohnte die obere Etage, während die Fesztys in der unteren Etage lebten. Zu den Gästen der Fesztys zählten Minister, Politiker, zahlreiche Schauspieler, Schriftsteller und Maler und die Villa entwickelte sich bald zum bedeutendsten literarischen Salon Ungarns und zu einem Zentrum des künstlerischen und gesellschaftlichen Leben Budapests. Aus der älteren Generation waren Kálmán Tisza und Kálmán Mikszáth regelmäßige Gäste. Masa Feszty beschrieb die Stimmung in der Villa als eine „glühende, prickelnde intellektuelle Atmosphäre“.
Bei einem Besuch in Paris 1891 sah Árpád Feszty ein Rundgemälde und war so begeistert von dieser Darstellungsform, dass er beschloss, ein solches Rundbild über die Sintflut zu erstellen. Mór Jókai und seine Frau sahen die Probleme zur Finanzierung eines solchen Unternehmens, und Feszty nahm schließlich den Vorschlag seines Schwiegervaters an, in Anbetracht des bevorstehenden 1000-jährigen Jubiläums der ungarischen Landnahme, den „Einzug der Ungarn“ ins Karpatenbecken zu malen und auf der Budapester Millenniumsausstellung 1896 auszustellen. Unter der Leitung von Feszty malten von 1892 bis 1894 zeitweise bis zu 20 Künstler am 120 Meter langen und 15 Meter breiten Feszty-Panorama, um das Kunstwerk am Pfingstsonntag 1894 dem Publikum vorzustellen. Einige Landschaften sind László Mednyánszky, die Schlachtszenen Pál Vágó zu verdanken. Das Bild war zwar eine der größten Attraktionen der Jahrtausendausstellung, jedoch deckten die Einnahmen nicht die Ausgaben für das Bild, und Feszty geriet in große finanzielle Schwierigkeiten.

### Krisen, Aufenthalt in Italien und letzte Jahre
Die glanzvolle Ära der Villa endete mit einem gesellschaftlichen Skandal. 1899 heiratete der 74-jährige Jókai überraschend die damals erst 20-jährige Schauspielerin Bella Nagy. Da sich auch das Ehepaar Feszty zunehmend der öffentlichen Debatte ausgeliefert sah, verließen sie das Land noch im selben Jahr.
Die Jahre 1899 bis 1912 verbrachten die Fesztys in Florenz. Árpád zeichnete vermehrt und begann auch Kurzgeschichten zu schreiben. 1907 musste aufgrund hoher Schulden das Haus verkauft werden. Die Villa wurde von der Petőfi-Literaturgesellschaft erworben, die sie in ein Literaturmuseum konvertierte, dem Vorläufer des heutigen Petőfi-Literaturmuseums. Heute ist das Feszty-Haus (Feszty-ház) Teil der Ungarischen Akademie der Bildenden Künste.
1910 stellte Feszty nochmals seine neuesten Werke im Nationalen Salon aus, und kehrte 1912 endgültig nach Budapest zurück. Die Fesztys bewohnten nun eine kleine 2-Zimmer-Wohnung im VII. Budapester Bezirk Elisabethstadt. Nach mehreren Monaten schwerer Krankheit starb Feszty 1914 im Alter von 57 Jahren im Seebad Lovran, Bezirk Volosca an der österreichischen Riviera.

## Werk (Auswahl)
Das wichtigste Werk Fesztys ist das nach ihm benannte Feszty-Panorama (1894), ein knapp 1800 m² großes Rundgemälde der Landnahme der Magyaren, das heute im Nationalen Historischen Gedenkpark Ópusztaszer zu besichtigen ist. Auch andere seiner Bilder hatten zumeist historische oder religiöse Themen zum Inhalt.
Weitere seiner Bilder befinden sich in der Ungarischen Staatsoper, im Justizpalast, im ungarischen Parlamentsgebäude und in der St.-Stephans-Basilika. Einige seiner Arbeiten sind heute außerdem im Besitz öffentlicher Museen: der Ungarischen Nationalgalerie, des Museums der Bildenden Künste, des Ungarischen Naturwissenschaftlichen Museums, des Museums der ungarischen Kultur und des Donaugebietes in Komárno und des Naturhistorischen Museums Wien.

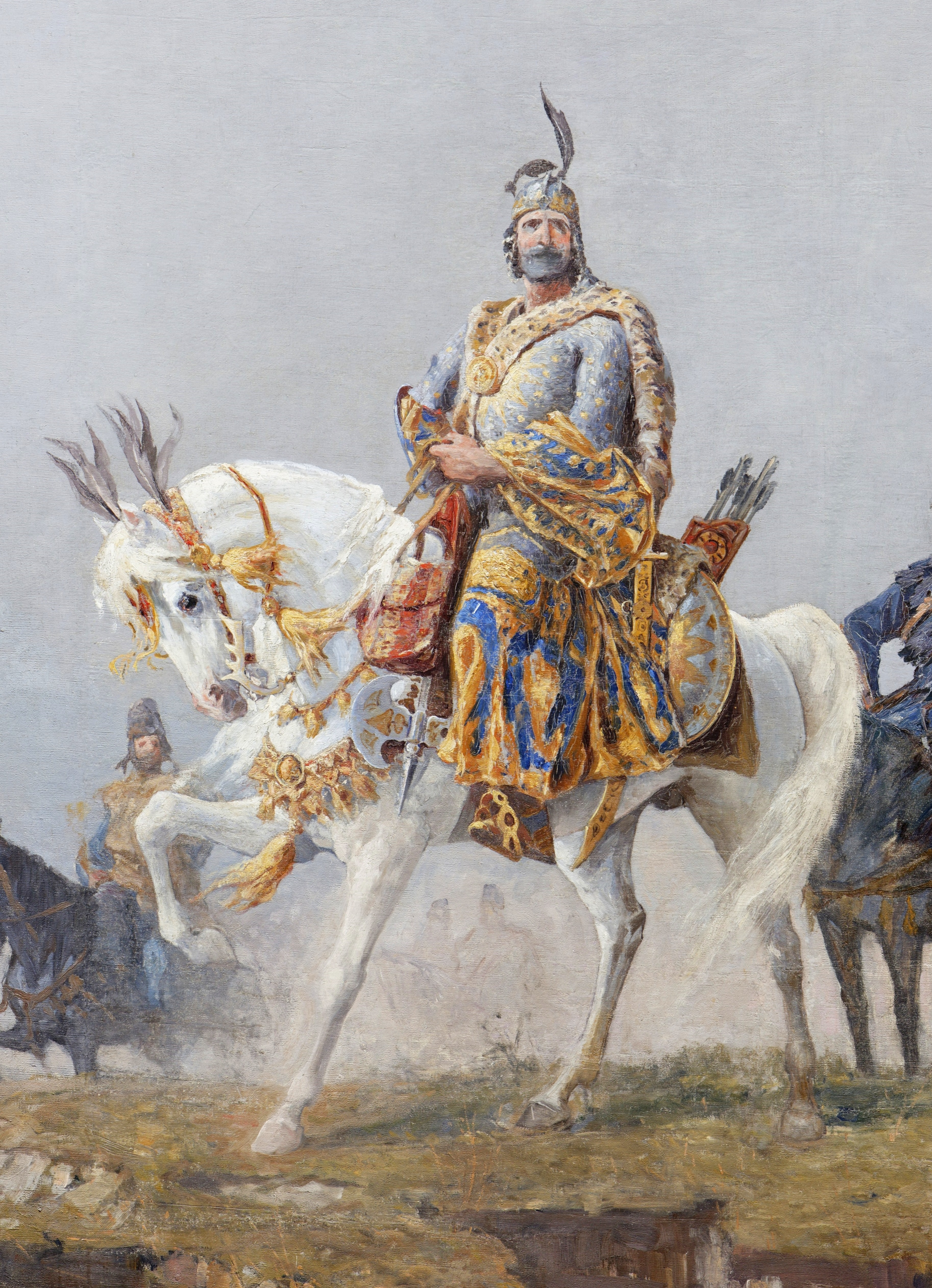
Landnahme der Magyaren (Ausschnitt)
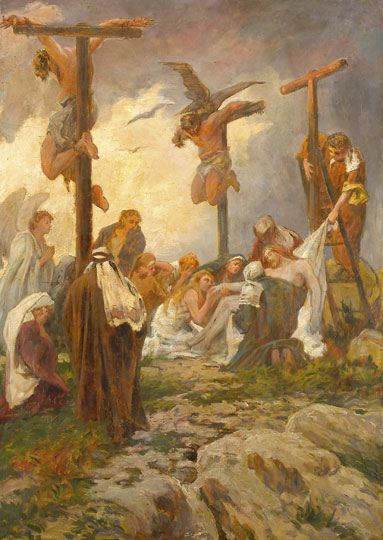
Golgotha 1880 (Ausschnitt)
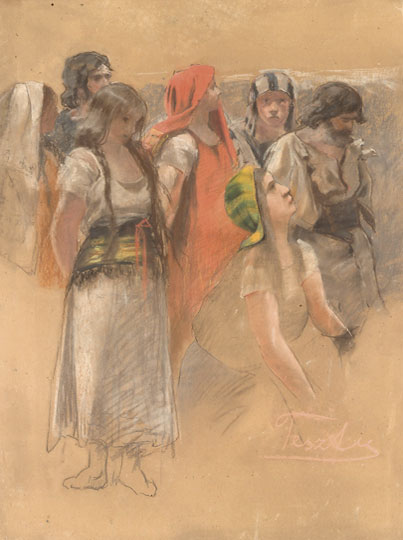
Skizze, Pastell auf Papier, 90 cm × 70 cm
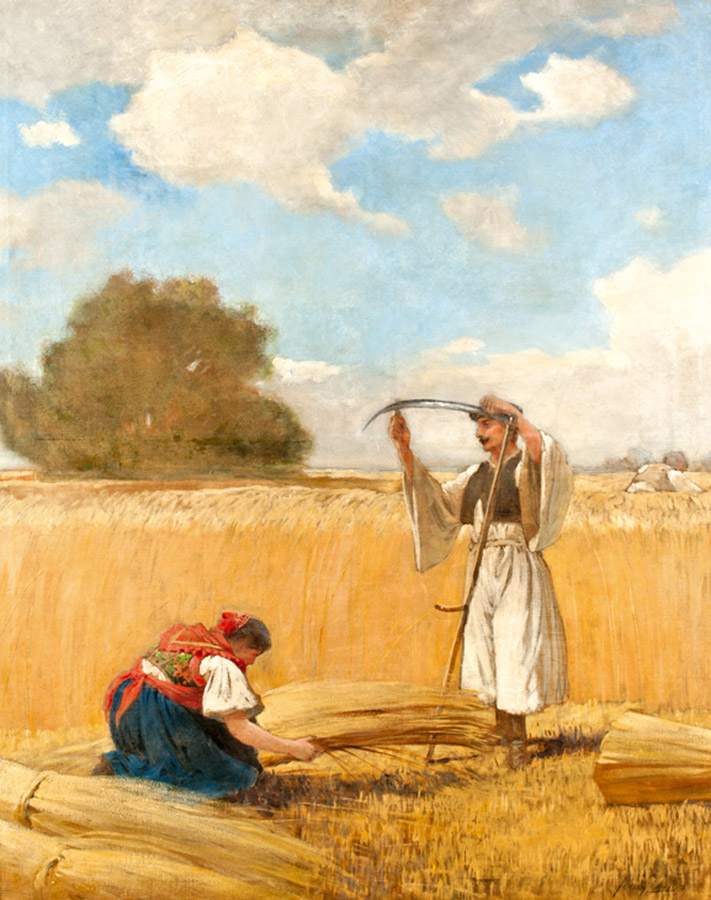
Heuernte, Öl auf Leinwand, 141 cm × 116 cm
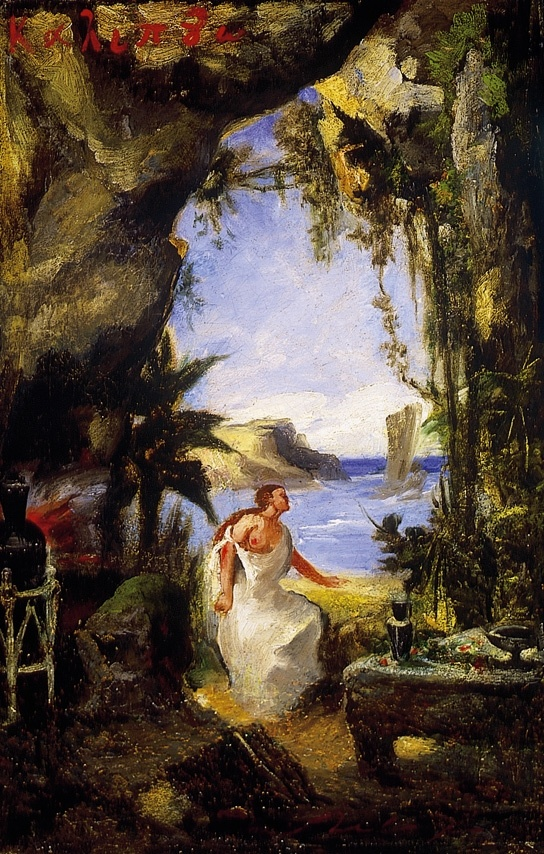
Mythologische Szene, Öl auf Leinwand, 53 cm × 34 cm

- 1880: Golgatha (Öl auf Leinwand 137 cm × 98,5 cm) Museum der Bildenden Künste
- 188?: Opfer des Grubenunglückes, Museum der Bildenden Künste, ausgestellt in München 1888[10]
- 1886: Kárvallottakat
- 1889: Trauernde Frauen am Grabe Christi, Kunsthalle Budapest
- 1894: Die Ankunft der Magyaren (Öl auf Leinwand 15 m × 120 m) Ópusztaszer Nationaler Historischer Gedenkpark
- 1902: Grablegung Christi